# Américo Gallego
Américo Rubén „El Tolo“ Gallego (* 25. dubna 1955, Morteros) je bývalý argentinský fotbalista. Nastupoval většinou na postu záložníka.
S argentinskou reprezentací vyhrál mistrovství světa roku 1978.. Hrál též na světovém šampionátu ve Španělsku roku 1982. V národním mužstvu působil v letech 1975–1982 a odehrál 73 utkání, v nichž vstřelil 3 branky.
S klubem River Plate vyhrál Interkontinentální pohár 1986 a Pohár osvoboditelů 1986.
Třikrát se stal mistrem Argentiny, dvakrát s River Plate (1981, 1985/86), jednou s Newell's Old Boys (1974).
Po skončení hráčské kariéry se stal trenérem, s klubem Deportivo Toluca vyhrál v sezóně 2005/06 mexickou ligu.